# Simone Pepe
Simone Pepe (Albano Laziale, Provincia de Roma, Italia, 30 de agosto de 1983) es un exfutbolista italiano. Jugaba de centrocampista y su último equipo fue el Pescara Calcio.

## Trayectoria

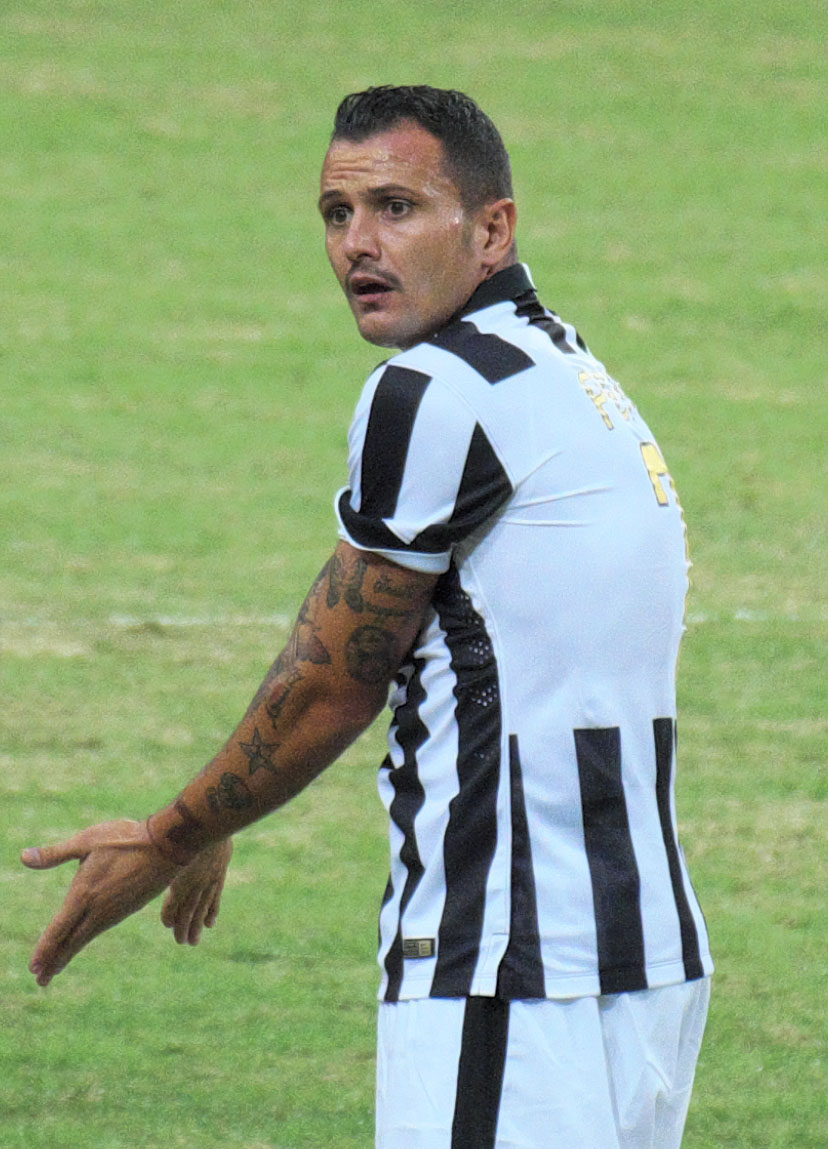
Simone Pepe con la camiseta de Juventus

Pepe inició su carrera como futbolista en el equipo juvenil de la Associazione Sportiva Roma, en el 2001 pasó al Calcio Lecco club con el que debutó profesionalmente y en el cual disputó 5 encuentros. En la temporada siguiente fue fichado por el Teramo Calcio llegando a marcar 11 goles en 31 encuentros. Las siguientes campañas alternó entre la Serie A con el U. S. Palermo y la Serie B con el Piacenza Calcio.
En el 2006 arribó al Udinese Calcio y ese mismo año fue cedido en préstamo al Cagliari Calcio con el cual disputó 36 encuentros y anotó 3 goles. Al año siguiente regresó al Udinese y tras permanecer durante tres temporadas con el club de Údine fue cedido en préstamo con opción de compra a la Juventus F. C.. En junio de 2011 el conjunto de Turín ejerció los derechos de opción de compra del centrocampista.

## Selección nacional
Ha sido internacional con la Selección de fútbol de Italia en 23 ocasiones. Debutó el 11 de octubre de 2008, en un encuentro válido por las eliminatorias para la Copa Mundial de Fútbol de 2010 ante la selección de Bulgaria que finalizó con marcador de 0-0.
Participó en la Copa FIFA Confederaciones 2009 en Sudáfrica, y fue incluido por Marcello Lippi en el plantel italiano para afrontar la Copa Mundial de Fútbol de 2010. Disputó todos los partidos de la primera fase y frente a Eslovaquia, el último encuentro de la primera fase, donde propició el gol de Fabio Quagliarella en el minuto 66 y falló el gol en el minuto final donde estaba el empate de Italia que le permitiría avanzar a octavos de final.

### Participaciones en Copas del Mundo
| Mundial                        | Sede      | Resultado    |
| ------------------------------ | --------- | ------------ |
| Copa Mundial de Fútbol de 2010 | Sudáfrica | Primera fase |

### Participaciones en Eurocopas
| Eurocopa                | Sede     | Resultado    |
| ----------------------- | -------- | ------------ |
| Eurocopa Sub-21 de 2006 | Portugal | Primera fase |

### Participaciones en Copas FIFA Confederaciones
| Copa                           | Sede      | Resultado    |
| ------------------------------ | --------- | ------------ |
| Copa FIFA Confederaciones 2009 | Sudáfrica | Primera fase |

## Clubes
| Club               | País   | Año         |
| ------------------ | ------ | ----------- |
| Calcio Lecco       | Italia | 2001 - 2002 |
| Teramo Calcio      | Italia | 2002 - 2003 |
| U. S. Palermo      | Italia | 2003 - 2004 |
| Piacenza Calcio    | Italia | 2004 - 2005 |
| U. S. Palermo      | Italia | 2005 - 2006 |
| Udinese Calcio     | Italia | 2006        |
| Cagliari Calcio    | Italia | 2006 - 2007 |
| Udinese Calcio     | Italia | 2007 - 2010 |
| Juventus F. C.     | Italia | 2010 - 2015 |
| A. C. ChievoVerona | Italia | 2015 - 2016 |
| Pescara Calcio     | Italia | 2016 - 2017 |

## Palmarés

### Campeonatos nacionales
| Título              | Club           | País   | Año     |
| ------------------- | -------------- | ------ | ------- |
| Serie B             | U. S. Palermo  | Italia | 2003-04 |
| Serie A             | Juventus F. C. | Italia | 2011-12 |
| Supercopa de Italia | Juventus F. C. | Italia | 2012    |
| Serie A             | Juventus F. C. | Italia | 2012-13 |
| Supercopa de Italia | Juventus F. C. | Italia | 2013    |
| Serie A             | Juventus F. C. | Italia | 2013-14 |
| Serie A             | Juventus F. C. | Italia | 2014-15 |
| Copa Italia         | Juventus F. C. | Italia | 2014-15 |